# Болджер, Рэй
Рэймонд Уоллес «Рэй» Болджер (англ. Raymond Wallace «Ray» Bolger, 10 января 1904, Дорчестер, Бостон, США — 15 января 1987, Лос-Анджелес, Калифорния) — американский актёр и танцор.

## Биография
Родился в Бостоне в семье ирландских католиков Анны Уоллес и Джеймса Эдварда Болджера. С юных лет увлекался танцами, и свою карьеру начал с выступлений в водевилях в начале 1920-х годов. В 1926 году состоялся его дебют на Бродвее, где в последующие несколько лет он добился успеха и признания публики благодаря своим виртуозным танцевальным номерам в ряде известных мюзиклов. В 1949 году Болджер стал лауреатом престижной театральной премии «Тони» за главную роль в мюзикле «Где Чарли?».
На киноэкранах он дебютировал в 1926 году, но полноценную карьеру начал только в 1936 году после подписания контракт с «MGM». Первые свои роли он исполнил в фильмах «Великий Зигфелд» (1936) и «Возлюбленные» (1938), а слава к нему пришла в 1939 году после роли Пугала в знаменитой картине Виктора Флеминга «Волшебник страны Оз». В годы Второй мировой войны Болджер много гастролировал по военным базам в Тихом океане с Объединёнными организациями обслуживания; в 1943 году снялся в роли самого себя в фильме «Солдатский клуб». После войны он вернулся на киноэкран, где продолжил появления в мюзиклах, среди которых «Девушки Харви» (1946), «Ища серебряную подкладку» (1949), «Апрель в Париже» (1952) и «Малыши в стране игрушек» (1961).
С началом 1950-х годов Болджер стал много работать на телевидении, где с 1953 по 1955 год у него было собственное комедийное шоу «Где Рэймонд?». Помимо этого он появился в качестве гостя во многих телесериалах, среди которых «Семья Партридж», «Маленький домик в прериях», «Остров фантазий» и «Лодка любви». Вместе со своими коллегами по фильму «Волшебник страны Оз» Маргарет Хэмилтон и Джеком Хейли он часто давал интервью для телепередач и документальных фильмов.
Болджер был убежденным республиканцем, который агитировал за Ричарда Никсона в 1968 году.
Его последнее телевизионное появление было в 1984 году, за три года до его смерти.
На протяжении многих лет актёр был членом католического прихода Доброго Пастыря в Лос-Анджелесе, а также состоял в католической гильдии кинематографистов. Рэй Болджер умер от рака мочевого пузыря в январе 1987 года в возрасте 83 лет .Актёр был похоронен на католическом кладбище Святого Креста в Калвер-Сити. Рэй Болджер удостоен двух звёзд на Голливудской аллее славы за вклад в кино и телевидение. Его супруга Гвендолин Рикард, с которой он был вместе с 1929 года, пережила мужа на десять лет и скончалась в 1997 году.
На момент смерти Болджер был последним из живых актёров основного актёрского состава «Волшебника страны Оз». Спустя два дня после его смерти в газете «Chicago Tribune» была опубликована карикатура, изображающая Дороти и её друзей удаляющихся в танце по дороге в направлении Изумрудного города, и Пугало, весело приплясывающего вдогонку за ними.

## Награды
- Тони 1949 — «Лучший актёр в мюзикле» («Где Чарли?»)